# Arif Sağ

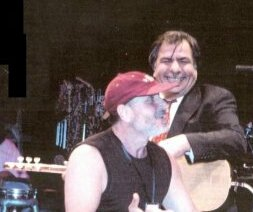
Arif Sağ (hinten) und im Vordergrund Atilla Engin

Arif Sağ (* 1945 in Dallı, Landkreis Aşkale, Provinz Erzurum, Türkei) ist ein türkisch-alevitischer Sänger und Politiker.

## Leben und Wirken
Arif Sağ machte bereits früh seine ersten musikalischen Schritte, als er mit drei bis vier Jahren die Türkü (traditionelle türkische Volkslieder) entdeckte. Bis zum Alter von 14 Jahren baute er seine Grundkenntnisse weiter aus, um ein Aşık (traditioneller Sänger, der sich auf der Saz begleitet) zu werden.
Zwischen 1960 und 1970 begann seine professionelle Laufbahn. Seine erste Platte „Gafil gezme şaşkın bir gün ölürsün“ entstand 1963. Im Jahre 1965 ging er zum Radiosender von Istanbul als Bağlamaspieler. Im Jahre 1975 erhielt er eine Anstellung als Professor beim nationalen Konservatorium für türkische Musik in Istanbul (Istanbul Devlet Türk Müziği Konservatuarı), um es im Jahre 1982 zu verlassen und seine eigene Schule zu gründen, das „Musikhaus von Arif Sağ“ (Arif Sağ müzik evi).
Im Jahre 1982 gab er sein erstes „bağlamarécital“ im Theater „San tiyatrosu“ in Istanbul. Es folgten Tourneen und Konzerte in Europa und in Japan, darunter ein Konzert mit dem philharmonischen Orchester von Köln im Jahre 1996 und eine Tournee mit dem Gitarristen Tomatito durch zwölf europäische Städte im Jahre 2000.
Am 2. Juli 1993 nahm er in Sivas mit seiner Frau Yildiz Sağ am Pir-Sultan-Abdal-Festival teil. Beide überlebten den Brandanschlag aufs Madimak Hotel.
Sağ hat auch mit anderen Aşıks zusammengearbeitet, darunter Musa Eroğlu, Muhlis Akarsu und Yavuz Top. Er ist Komponist eines „Konzerts für Bağlama“ und hat den Stil „Einfallsreichtumsarabeske“ in der Türkei geschaffen. Mit Kollegen wie Erdal Erzincan und Erol Parlak veranstaltete eine Tournee durch Europa. Weiterhin spielte er bei den großen Konzerten „Die Nacht der 1000 Gitarren“ und „Die Nacht der 2000 Gitarren“ mit.
Arif Sağ ist verheiratet und Vater von zwei Kindern. Sein Sohn Tolga Sağ (1973) ist auch ein bekannter Bağlamaspieler.

## Diskografie

### Alben
- 1981: Gurbeti ben mi yarattım
- 1983: İnsan olmaya geldim
- 1983–1987: Muhabbet 1-5
- 1989: Duygular dönüştü söze
- 1990: Türküler yalan söylemez
- 1990: Biz insanlar – Kerbela
- 1991: Ben çaldım siz söyleyin
- 1992: Halaylar ve oyun havası
- 1993: Direniş
- 1995: Umut
- 2000: Halay
- 2002: Dost Yarası
- 2005: Davullar Çalınırken
- 2006: Anadolu Döktürmeleri
- 2007: Ezo Gelin – Dizi Müziği
- 2011: Şekeroğlan – Saz ile Oyun Havaları

### Kollaborationen
- 1990: Resital 1 (mit Musa Eroğlu)
- 1996: Seher Yıldızı (mit Belkıs Akkale)
- 1998: Concert for Bağlama (mit Erdal Erzincan)
- 1999: Golden Bağlama (mit dem İstanbul State Symphony Orchestra, Erdal Erzincan und Erol Parlak)

### Singles (Auswahl)
- 1983: İnsan olmaya geldim
- 1983: Kirpiğine Kaşına
- 1983: Ayrılık Hasretlik
- 1983: Bugün Bize Pir Geldi
- 1983: Mavilim
- 1983: Darıldım Darıldım (mit Akbaba İkilisi)
- 1989: Güzel Seni Çok Özledim
- 1995: Yolver Dağlar
- 1996: Seher Yıldızı (mit Belkıs Akkale)
- 1996: Yeşil Ördek (mit Belkıs Akkale)
- 1996: Kırklar Kapısı (mit Belkıs Akkale)
- 2002: Erisin Dağların Karı
- 2002: Feridem

## Auszeichnungen
- 1996: Kral Türkiye Müzik Award in der Kategorie Bester türkischer Volksmusiker